# Rhizophydium littoreum
Rhizophydium littoreum är en svampart som beskrevs av Amon 1984. Rhizophydium littoreum ingår i släktet Rhizophydium och familjen Rhizophydiaceae.   Inga underarter finns listade i Catalogue of Life.